# Lopra
Lopra is een dorp dat behoort tot de gemeente Sumbiar kommuna in het zuiden van het eiland Suðuroy op de Faeröer. Lopra heeft 96 inwoners. De postcode is FO 926.
Op 2 september 1742 is de Westerbeek, een schip in dienst van de VOC, op terugreis naar Nederland bij Lopra gestrand.